# Шлезвіг-Фленсбург
Шлезвіг-Фленсбург, або Шле́звіг-Фле́нсбургський пові́т (нім. Kreis Schleswig-Flensburg) — район у Німеччині, на півночі федеральної землі Шлезвіг-Гольштейн. Адміністративний центр — місто Шлезвіг.

## Історія
Шлезвіг-Фленсбурзький повіт утворено 24 березня 1974 року на основі Фленсбурзького та Шлезвігського повітів.

## Населення
Населення району становить 202 647 осіб (станом на 31 грудня 2020).

## Адміністративний поділ
Район складається з 3 самостійних міст і двох самостійних громад, а також 124 міст і громад (нім. Gemeinden), об'єднаних у 13 об'єднань громад (нім. Ämter).
Дані про населення наведені станом на 31 грудня 2020. Зірочками (*) позначені центри об'єднань громад.
| Самостійні міста/громади, | Самостійні міста/громади, |
| --- | ------------------------- |
| - 1. Гандевітт (11150) - 2. Гаррісле (11770) - 3. Глюксбург, місто (6220) - 4. Каппельн, місто (8609) - 5. Шлезвіг, місто (25322) |                           |

Об'єднання громад:
| - 1. Аренсгарде (14361) 1. Боллінгштедт (1410) 2. Голлінгштедт (988) 3. Гюсбі (795) 4. Еллінгштедт (736) 5. Люршау (1095) 6. Зільберштедт* (2357) 7. Трая (1562) 8. Шубі (2679) 9. Юбек (2739) - 2. Еггебек (9139) 1. Вандеруп (2575) 2. Еггебек* (2512) 3. Єрль (788) 4. Єррісге (1009) 5. Золлеруп (485) 6. Зюдергакштедт (323) 7. Лангштедт (1042) 8. Яннебі (405) - 3. Гельтінгер-Бухт (12242) 1. Анебі (199) 2. Гассельберг (833) 3. Гельтінг (2120) 4. Есгрус (780) 5. Кронсгаард (233) 6. Маасгольм (601) 7. Нібі (127) 8. Нісграу (530) 9. Поммербі (159) 10. Рабель (620) 11. Рабенгольц (279) 12. Штайнберг (807) 13. Штайнбергкірхе* (2712) 14. Штангек (220) 15. Штеруп (1332) 16. Штольтебюль (690) - 4. Гаддебі (9001) 1. Боргведель (728) 2. Бусдорф* (2094) 3. Гельторф (363) 4. Данневерк (1150) 5. Зельк (860) 6. Лотторф (246) 7. Фардорф (2575) 8. Ягель (985) | - 5. Гюруп (8692) 1. Аузакер (524) 2. Гросзольт (1777) 3. Гусбі (2418) 4. Гюруп* (1251) 5. Маасбюль (699) 6. Таструп (409) 7. Фраєнвіль (1614) - 6. Каппельн-Ланд (1431) [Центр: Каппельн] 1. Арніс (місто) (280) 2. Гредерсбі (200) 3. Ерсберг (298) 4. Рабенкірхен-Фаулюк (653) - 7. Кропп-Штапельгольм (17071) 1. Альт-Беннебек (321) 2. Бергенгузен (715) 3. Берм (786) 4. Вольде (512) 5. Грос-Райде (904) 6. Дерпштедт (550) 7. Ерфде (1984) 8. Зюдерштапель (Невірний параметр metadata 01059085) 9. Кляйн-Беннебек (546) 10. Кляйн-Райде (333) 11. Кропп* (6664) 12. Меггердорф (684) 13. Нордерштапель (Невірний параметр metadata 01059064) 14. Тетенгузен (942) 15. Тілен (297) - 8. Лангбалліг (8387) 1. Вес (2378) 2. Вестергольц (759) 3. Грундгоф (914) 4. Доллеруп (1036) 5. Лангбалліг* (1590) 6. Мункбраруп (1171) 7. Рінгсберг (539) - 9. Міттелангельн (10127) 1. Зеруп (4306) 2. Міттелангельн* (5277) 3. Шнаруп-Тумбі (544) - 10. Еферзе (11024) 1. Еферзе (3465) 2. Зіферштедт (1658) 3. Тарп* (5901) | - 11. Шаффлунд (13041) 1. Бекслунд (108) 2. Вальсбюль (927) 3. Весбі (426) 4. Геруп (627) 5. Гольт (162) 6. Гросенвіе (3164) 7. Ліндевітт (1952) 8. Майн (741) 9. Медельбі (975) 10. Нордгакштедт (499) 11. Остербі (315) 12. Шаффлунд* (2826) 13. Ярделунд (319) - 12. Зюдангельн (13528) 1. Беклунд* (1667) 2. Бродерсбі (Невірний параметр metadata 01059016) 3. Гафетофт (914) 4. Гольтофт (Невірний параметр metadata 01059033) 5. Зюдерфаренштедт (478) 6. Ідштедт (905) 7. Клаппгольц (451) 8. Нойберенд (1174) 9. Нюбель (1307) 10. Таарштедт (936) 11. Тведт (516) 12. Тольк (1040) 13. Шаальбі (1573) 14. Штольк (797) 15. Штруксдорф (643) 16. Юльсбі (431) - 13. Зюдербраруп (11532) 1. Беель (720) 2. Борен (1139) 3. Бребель (Невірний параметр metadata 01059014) 4. Вагерсротт (214) 5. Дольроттфельд (Невірний параметр metadata 01059021) 6. Зауструп (204) 7. Зюдербраруп* (5176) 8. Лойт (261) 9. Моркірх (970) 10. Ноттфельд (118) 11. Нордербраруп (655) 12. Рюгге (241) 13. Ульсніс (664) 14. Шеггеротт (363) 15. Штайнфельд (807) |